# Drăgănești-Vlașca
Drăgăneşti-Vlaşca è un comune della Romania di 4 353 abitanti, ubicato nel distretto di Teleorman, nella regione storica della Muntenia. 
Il comune è formato dall'unione di 3 villaggi: Comoara, Drăgănești-Vlașca, Văceni.